# Pellenes levii
Pellenes levii là một loài nhện trong họ Salticidae.
Loài này thuộc chi Pellenes. Pellenes levii được Allen Lowrie & Willis J. Gertsch miêu tả năm 1955.